# Lymphocystidium daphniae
Lymphocystidium daphniae är en svampart som först beskrevs av Jírovec, och fick sitt nu gällande namn av Weiser 1943. Lymphocystidium daphniae ingår i släktet Lymphocystidium och riket svampar.   Inga underarter finns listade i Catalogue of Life.